# Мантуров, Игорь Викторович
И́горь Ви́кторович Ма́нтуров (19 декабря 1981, Свердловск) — российский дартсмен. Входит в число самых успешных игроков за всю историю — на его счету 18 золотых медалей чемпионата России.
Бронзовый призёр чемпионата мира по электронному дартсу (2002). Обладатель (1998) и полуфиналист (1999) юниорского Кубка Европы WDF. Участник Кубка мира и Кубка Европы WDF. Мастер спорта России международного класса.

## Биография
Начал играть в дартс в 14 лет, первый тренер — Владимир Гут. Спустя короткое время выиграл свой первый чемпионат России, обыграв в финале москвича Сергея Романова.
Является самым успешным российским игроком в дартс в личном зачёте. В разные годы он четыре раза выигрывал чемпионат России (1996, 1998, 1999 и 2005).
В 2010 году стал победителем Кубка России, однако был дисквалифицирован за неспортивное поведение.
В 2003 году принял участие в Кубке мира WDF, но на стадии 1/64 финала проиграл новозеландцу Роберту Гранту. Трижды играл на Кубке Европы WDF, лучшее достижение — 1/16 финала в 2004 году.

## Достижения

### Личные
- Бронзовый призёр чемпионата мира (2002, электронный дартс)
- Обладатель юниорского Кубка Европы WDF (1998)
- Чемпион России (1996, 1998, 1999, 2005)

### Парные
- Чемпион России (1997, 1998, 2000, 2004, 2005)

### Микст
- Чемпион России (2002, 2003, 2015)

### Командные
- Чемпион России (1997, 1998, 2000-2002, 2005)